# Affare Tuchačevskij
La missione conosciuta col nome di affare Tuchačevskij, organizzata da Reinhard Heydrich, è stata la seconda missione compiuta da Alfred Naujocks e, probabilmente, quella che ha contribuito maggiormente a far brillare l'inizio della carriera della spia nazista all'interno della SD.
Grazie ad un falso dossier abilmente fabbricato, Heydrich e Naujocks riuscirono a far processare e condannare per tradimento il maresciallo Tuchačevskij e altri sette importanti generali dell'Armata Rossa. Tuttavia, secondo altre fonti, tale missione fu fortemente propiziata dal capo dell'NKVD Nikolaj Ivanovič Ežov su diretto ordine di Stalin.

## Storia

### Preludio
Nel 1935 il maresciallo Michail Nikolaevič Tuchačevskij considerava già inevitabile, visto il riarmo tedesco, una nuova guerra mondiale e cercò di prendere l'iniziativa per lanciare una guerra preventiva. Nel gennaio 1936 si recò in Gran Bretagna per rappresentare Stalin durante i funerali del re d'Inghilterra Giorgio V. Durante il suo soggiorno nel Regno Unito ebbe un incontro con il Capo di Stato Maggiore Imperiale, Sir Archibald Montgomery-Massingberd, ed alcuni alti comandanti militari inglesi. In tale incontro considerato segreto, preparato dall'addetto militare sovietico a Londra generale Vitovt Putna, Tuchačevskij richiese al suo interlocutore inglese di preparare un attacco preventivo alla Germania al fine di neutralizzare la nascente minaccia tedesca, ma ottenne un cortese rifiuto.
Da Londra convocò in gran segreto a Parigi una conferenza con gli addetti militari sovietici a Berlino, Varsavia e Praga, chiedendo nel contempo un incontro con il Capo di Stato Maggiore francese, generale Maurice Gamelin.
La notizia dell'incontro segreto con gli addetti militari venne comunicata dall'NKVD a Stalin, che ebbe uno dei suoi proverbiali scoppi d'ira. Egli richiese immediatamente spiegazioni al Maresciallo Vorošilov capo di Stato Maggiore dell'Armata Rossa, ma quest'ultimo rispose di non saperne niente. A Parigi Tuchačevskij ebbe un cortese incontro con Gamelin, ma esponendo la sua richiesta si sentì rispondere che la Francia non avrebbe partecipato a nessuna aggressione militare contro la Germania, mantenendo solamente un atteggiamento puramente difensivo. Ritornato a Mosca non abbandonò la sua politica, e partecipando ad una riunione del Soviet Supremo intervenne sulla questione delle relazioni sovietico-tedesche, iscritta all'ordine del giorno. Parlando dopo il Ministro delle Affari Esteri, Molotov, e Litvinov, che consigliavano moderazione, egli affermò pubblicamente la richiesta dell'attacco preventivo.
Tale intervento suscitò interesse nelle capitali occidentali, ma rese furibondo Stalin, che guardò con estremo sospetto il fatto che un militare osasse interferire nelle questioni di politica estera, con idee del tutto diverse dalle sue. Infatti secondo Stalin l'attacco alla Germania avrebbe unito le democrazie occidentali contro il cosiddetto pericolo bolscevico. Meglio rassicurare Hitler, firmare con lui anche un patto di alleanza che lo facesse sentire sicuro dai pericoli provenienti da est, lasciare che attaccasse ad ovest, ed intervenire successivamente contro gli uni e gli altri, proteggendo militarmente i partiti comunisti che si impadroniranno del potere. Egli spiegò il suo piano al Maresciallo Vorošilov vedendo nell'iniziativa di Tuchačevskij la conferma di quanto affermato da Lev Trockij in un opuscolo edito quando era Commissario del Popolo alla Guerra e agli Affari della Marina: Se scoppiasse un conflitto militare, un Tuchačevskij qualsiasi non durerebbe molta fatica a rovesciare il regime....

### L'affare
Per mettere in atto il suo piano Stalin si servì di Ežov, nuovo comandante dell'NKVD. Ežov diede incarico a due agenti di contattare il generale Nikolaj Skoblin, aiutante del generale Evgenij Miller, capo dell'Organizzazione Mondiale dei militari russi in esilio. L'organizzazione aveva sede in Francia, ed era di idee apertamente antistaliniste. In realtà Skoblin era un agente del Sicherheitsdienst, il servizio di sicurezza delle SS, ma anche il marito dell'ex prima ballerina del Teatro dell'Opera di Pietrogrado, Nadežda Vasil'evna Plevickaja, un agente segreto dell'NKVD fin dai tempi della guerra civile. Sia l'NKVD che l'SD erano perfettamente al corrente di tutto questo.
Verso la fine del 1936 due agenti dell'NKVD, Aleksandr Spiedelglass (Capo-Sezione Esteri) e Vasilij Sarovskij (Commissario di 3ºGrado all'Ufficio per la Sicurezza dello Stato), si recarono a parlare con Skoblin, e gli proposero di aiutarlo a sostituire il generale Miller alla testa dell'organizzazione antibolscevica, in cambio Skoblin dovrà fornire loro le prove della collusione di Tuchačevskij con i trockisti. Skoblin accetta, sia per motivi economici che spinto dalla moglie, e si reca a Berlino per parlare con il capo dell'SD, Reinhard Heydrich. Egli è in possesso di alcune informazioni che collegano Tuchačevskij ad un ipotetico colpo di Stato per sostituire Stalin al potere in URSS.
L'incontro tra Skoblin ed Heydrich avvenne a Berlino, presso l'Hotel Adlon. Il capo dell'SD ebbe subito chiaro l'importanza dell'informazione ottenuta, ed elaborò rapidamente un piano con cui poteva letteralmente decapitare i vertici dell'Armata Rossa, eliminandola dal novero dei potenziali nemici del Reich. Informò immediatamente il suo diretto superiore, Heinrich Himmler, e poi riferì ad Hitler, ottenendo il via all'operazione. Per poter fabbricare un compromettente dossier con cui distruggere la reputazione di Tuchačevskij, Heydrich decise di impadronirsi di alcuni documenti autografi del Maresciallo conservati presso la sede dell'Abwehr.
Non potendo richiederli direttamente all'ammiraglio Wilhelm Canaris, fece svaligiare gli archivi segreti dell'Abwehr dai propri uomini, sotto la guida di Walter Schellenberg. Il falso dossier fu fabbricato in un laboratorio segreto installato nei sotterranei della sede della Gestapo, in Albertstrasse, sorvegliato da eccezionali misure di sicurezza. L'incartamento presentava prove schiaccianti contro i generali Tuchačevskij, Jakir, Kork, Putna e Uborevič. Da esso si ricavava che da oltre dieci anni i militari tradivano l'URSS per denaro, fornendo informazioni della massima importanza allo Stato Maggiore tedesco. Skoblin fece sapere all'NKVD di aver visto le prove del tradimento di Tuchačevskij, e di poterle comprare da un alto funzionario tedesco per la somma di 200.000 marchi. Nell'aprile del 1937 arrivarono a Berlino tre collaboratori di Ežov, che viaggiavano con passaporto diplomatico e sotto falso nome. Alla presenza di Skoblin si videro consegnare da Hermann Behrends (direttore della Sezione Affari Orientali dell'SD), il sedicente falso funzionario, l'incartamento in questione.
Per incrementare la credibilità del complotto internazionale, Heydrich decise di coinvolgere il presidente della Repubblica Cecoslovacca, Edvard Beneš. Skoblin conosceva il capo del servizio informazioni cecoslovacco, Nematov, ed a Ginevra gli confidò di aver negoziato l'acquisto di certi documenti riservati, che vedevano rapporti regolari tra Tuchačevskij ed i trockisti. Nematov cercò di verificare la validità di tale informazione e "scoprì", tramite l'agente dell'NKVD Grylevič, che Tuchačevskij preparava un colpo di Stato a Mosca in collaborazione con i trockisti e con qualche membro dello Stato Maggiore tedesco. La NKVD affiancò a Skoblin un collaboratore per avvalorare le prove, un certo Nikolaj Alekseev, che si fece arrestare dalla polizia francese mentre tentava di trafugare i piani di un sommergibile.
Incarcerato a Chèrche-Midi, Alekseev parlò al giudice istruttore di una cospirazione del maresciallo Tuchačevskij, in collaborazione con i trockisti e qualche membro dello stato maggiore tedesco, per fomentare un colpo di Stato in URSS. Essendo cittadino russo fu interrogato nella sua lingua sugli scopi della missione, ed egli fece saltare fuori un particolare che ambientava a Praga una parte della storia. Essendo alleato della Francia, secondo gli accordi correnti, il governo ceco fu informato dell'accaduto tramite l'addetto militare cecoslovacco a Parigi. Un altro indizio fu appositamente fornito al presidente Beneš dall'SD. Mastny, l'ambasciatore cecoslovacco a Berlino, stava negoziando un accordo economico con la Germania attraverso il ministro plenipotenziario Ernst von Weizsäcker. Il consulente economico di von Weiszacker, Trautmanndorf, avrebbe portato il discorso sulla questione dei rapporti fra alcuni elementi degli Alti Comandi militari russo e tedesco, decisi a risolvere le tensioni tra Berlino e Mosca anche a scapito della Cecoslovacchia. A questo punto Beneš convocò l'ambasciatore russo a Praga, Aleksandrovskij, fornendogli tutte le informazioni in suo possesso, compreso il colloquio tra Mastny e Trautmanndorf. L'ambasciatore fece a sua volta pervenire al Cremlino un dettagliato rapporto, che finì nelle mani di Ežov, che a sua volta informò immediatamente Stalin.

### La deposizione e l'arresto
Stalin preparò il terreno alla rimozione di Tuchačevskij pronunciando un violento discorso innanzi al Comitato Centrale, sul pericolo della cospirazione all'interno dello Stato, quindi il ministro degli esteri Molotov intervenne  sostenendo l'utilità di dare una "decisa ripulita". Tuchačevskij viene convocato al Cremlino, dove gli viene ritirato il permesso d'espatrio proprio mentre era in procinto di partire per Londra come rappresentante sovietico all'incoronazione del nuovo sovrano, Giorgio VI. La discussione che il Maresciallo ebbe con Stalin si fece ben presto accesa, poi Tuchačevskij lasciò il dittatore che, ormai convinto del suo tradimento, decise di passare alle vie di fatto. Poco tempo dopo il maresciallo Vorošilov destituì Tuchačevskij dalla carica di Vicecommissario alla Difesa e ne ordinò l'immediato trasferimento nella Regione Militare del Volga. Venne quindi arrestato il generale Gekker, capo dell'Ufficio Relazioni Estere dell'Armata Rossa, e con lui il generale Garkavij, comandante del Settore degli Urali, durante  il suo viaggio per assumere il comando della regione militare del Volga.
Contemporaneamente a Berlino l'SD pose gli ultimi ritocchi alle prove per il coinvolgimento degli alti ufficiali dell'esercito tedesco. Heydrich, Behrends scelsero l'agente Alfred Naujocks come collegamento segreto con gli emissari della NKVD per fare pervenire ai "colleghi" russi le opportune informazioni, sotto il pagamento di tre milioni di rubli. Per questa operazione nulla fu lasciato al caso. A Praga un agente tedesco, agli ordini dello Sturmbannführer SS Bohme, doveva fare entrare in contatto quest'ultimo con un amico intimo del presidente Beneš. Bohme, sotto le spoglie di un convinto antinazista, rivela a questa persona che un alto ufficiale tedesco avverso a Hitler (impersonato da Naujocks) avrebbe intenzione di scambiare i documenti dell'intesa esistente tra alcuni membri dei Comandi Supremi sovietico e tedesco, avvenuta con la mediazione del maresciallo. La trappola funziona perfettamente e il presidente Beneš invia una lettera personale a Stalin per informarlo del fatto, il quale ordina a Ežov di procedere con l'operazione: a Praga due agenti scelti della NKVD prendono contatto con Bohme, poi vengono condotti a Berlino dove avviene l'incontro con Naujocks.
Lo scambio è effettuato per la cifra pattuita. Il 10 maggio 1937 Stalin convocò una conferenza di tutti i comandanti militari con i rispettivi Stati Maggiori. Durante la drammatica seduta, i generali Jakir, Gamarnik, Fel'dman, Kork, Primakov, Ėjdeman e il maresciallo Tuchačevskij, sono formalmente accusati di cospirazione e tradimento verso il popolo dell'Unione Sovietica. Due giorni dopo, il 12 maggio, Ežov consegna a Stalin il rapporto completo sull'inchiesta svolta e il 20 maggio la notizia viene comunicata alla nazione. Il Maresciallo Vorošilov sollevò forti dubbi sull'autenticità delle prove a carico, ma fu zittito dallo stesso Stalin. Il 27 maggio Tuchačevskij e i suoi presunti complici furono  ufficialmente posti agli arresti.
Il processo si svolse in sessione speciale a porte chiuse presso la Suprema Corte dell'Unione Sovietica. Gli imputati presenti erano il Maresciallo Michail Nikolaevič Tuchačevskij e gli ufficiali superiori Iona Jakir, Ieronim Uborevič, Robert Ėjdeman, Avgust Kork, Vitovt Putna, Boris Fel'dman e Vitalij Primakov (un altro alto ufficiale, Jan Gamarnik, si era suicidato il 31 maggio poco prima dell'arresto). Essi furono accusati di cospirazione antisovietica e condannati a morte. La sentenza venne eseguita nella notte tra l'11 ed il 12 giugno, immediatamente dopo l'emissione del verdetto da parte della Suprema Corte dell'Unione Sovietica. Il Tribunale era presieduto da Vasilij Ulrich, ed includeva come giudici i Marescialli Vasilij Konstantinovič Bljucher e Semën Michajlovič Budënnyj, insieme ai comandanti Jakov Alksnis, Boris Šapošnikov, Ivan Belov, Pavel Dybenko e Nikolaj Kaširin. Di questi solamente Ulrich, Budënnyj e Šapošnikov sopravviveranno alle purghe staliniane.
Tra gli uditori al processo di Tuchačevskij vi era soprattutto Roland Freisler, il futuro giudice-boia di Hitler.

### Periodici
- Jean Martin Chauffier, Il misterioso caso Tukacevski, in I grandi enigmi della seconda guerra mondiale, vol. 1, Ginevra, Edizioni di Crémille, marzo 1969.